# Касрадзе, Лаша
Лаша Касрадзе (груз. ლაშა კასრაძე; 28 июля 1989, Тбилиси, Грузинская ССР) — грузинский футболист, защитник.

## Карьера
Футбольную карьеру начал в 2010 году в составе клуба «ВИТ Джорджия».
В 2014 году стал игроком азербайджанского клуба «АЗАЛ».
В 2015 году подписал контракт с клубом «Интер» (Баку), за который провел 20 матчей в чемпионате Азербайджана.
В 2016—2017 гг. снова играл в Грузии за «Сиони» и «Самтредиа».
В начале 2019 года перешёл в казахстанский клуб «Тараз».

## Достижения
«ВИТ Джорджия»
- Обладатель Кубка Грузии: 2009/10